# سقر (حزم العدين)

تعديل مصدري - تعديل

سقر محلة تابعة لقرية حضى، التابعة لعزلة حقين بمديرية حزم العدين إحدى مديريات محافظة إب في الجمهورية اليمنية، بلغ تعداد سكانها 60 حسب تعداد اليمن لعام 2004.